# Colapso del Hotel Xinjia Express
El Hotel Xinjia Express fue un hotel en el distrito de Licheng, ciudad de Quanzhou, provincia de Fujian, China. El 7 de marzo de 2020, mientras se utilizaba para la cuarentena de pacientes con COVID-19, se derrumbó debido a una construcción ilegal, matando a 29 personas e hiriendo a otras 42.

## Antecedentes
El Hotel Xinjia de 6,5 pisos comenzó a operar en junio de 2018 y tenía 80 habitaciones en los pisos 4 a 7.Durante el brote de COVID-19, este hotel se utilizó para poner en cuarentena los casos de COVID-19. Este edificio en particular se completó en julio de 2012, como un edificio de 4 pisos con un entrepiso sobre el primer piso, con pisos adicionales agregados entre los pisos existentes durante mayo de 2016. El nivel 1 contenía una sala de exposición de automóviles, el vestíbulo del hotel y el supermercado en construcción. para convertirse en un restaurante. El nivel 2, originalmente un entrepiso, contenía las oficinas de la sala de exhibición de automóviles, el nivel 3 contenía el restaurante del hotel y un spa para pies, y los niveles 4, 5 y 6 eran las habitaciones del hotel, cada piso con 22 habitaciones. El nivel 7 se utilizó para el alojamiento de los trabajadores de hoteles y salas de exhibición de automóviles. La cubierta contenía una oficina de 40 m² utilizada por el propietario del edificio, la sala de máquinas del ascensor, 4 contenedores de agua de plástico y un contenedor de agua de acero inoxidable.

## Colapso y rescate
A las 19:14 del 7 de marzo de 2020, el Hotel Xinjia colapsó repentinamente. Un testigo dijo que había escuchado un gran estruendo proveniente del vidrio templado externo del hotel. Luego fue testigo de que todo el edificio se derrumbaba en unos pocos segundos. Un empleado del hotel dijo que se habían realizado trabajos de construcción en los cimientos de la estructura.
Unas 70 personas quedaron atrapadas en el hotel derrumbado. Después del colapso, la Brigada de Bomberos de Fujian envió 26 camiones de bomberos y 147 bomberos para rescatar a las víctimas. 32 víctimas habían sido rescatadas a las 21:50 de ese día. A las 22:14, el Cuerpo de Bomberos de Putian llegó al hotel. Al 8 de marzo de 2020 se había rescatado al menos a 47 víctimas. El 12 de marzo de 2020, se rescataron las 71 víctimas, incluidos 29 cadáveres.

## Investigación
El 10 de marzo de 2020, Shang Yong, viceministro del Ministerio de Gestión de Emergencias de la República Popular China, declaró que este incidente era relevante para la responsabilidad de la seguridad en la producción, y también afirmó que el incidente sería investigado por completo y se buscarían responsabilidades legales. El 12 de marzo de 2020, el Consejo de Estado de la República Popular China anunció el establecimiento de un equipo para investigar el colapso y nombró a Fu Jianhua como líder del equipo.
Los resultados de la investigación, publicados en julio de 2020, revelaron que los propietarios habían agregado pisos dentro del edificio en mayo de 2016, agregando un total de 2 pisos adicionales, lo que elevó la carga en el edificio ligeramente más allá de su límite en 52100 kN, 100 kN por encima del límite de diseño. Al convertir un supermercado en la planta baja en un restaurante el 10 de enero de 2020, se encontraron 3 columnas de soporte gravemente deformadas, aunque debido al Año Nuevo chino, el trabajo no había comenzado hasta el 1 de marzo, cuando se descubrieron 3 columnas más deformadas. . Los trabajos de reparación comenzaron el 5 de marzo, con trabajos realizados en 5 columnas que condujeron al colapso, con una columna aún por reparar. Sin embargo, la investigación revela que las soldaduras no estaban lo suficientemente cerca del siguiente piso, dejando espacios demasiado grandes entre las soldaduras, lo que provocó que las soldaduras no proporcionaran soporte adicional, y se concluye que empeoró la deformación de las columnas, lo que provocó el colapso.